# Illa de Carney
Illa de Carney  és una illa de l'Antàrtida coberta de gel que fa uns 110 km de llarg i ocupa una superfície de 8.500 km². Es troba entre l'Illa de Siple i l'illa de Wright a la Terra de Marie Bird. Va rebre aquest nom per parts dels Estats Units en honor de l'almirall Robert B. Carney (1895–1990), cap d'operacions navals durant l'operació Deep Freeze de l'any geofísic internacional de 1957–1958.